# مرغابی برزیلی

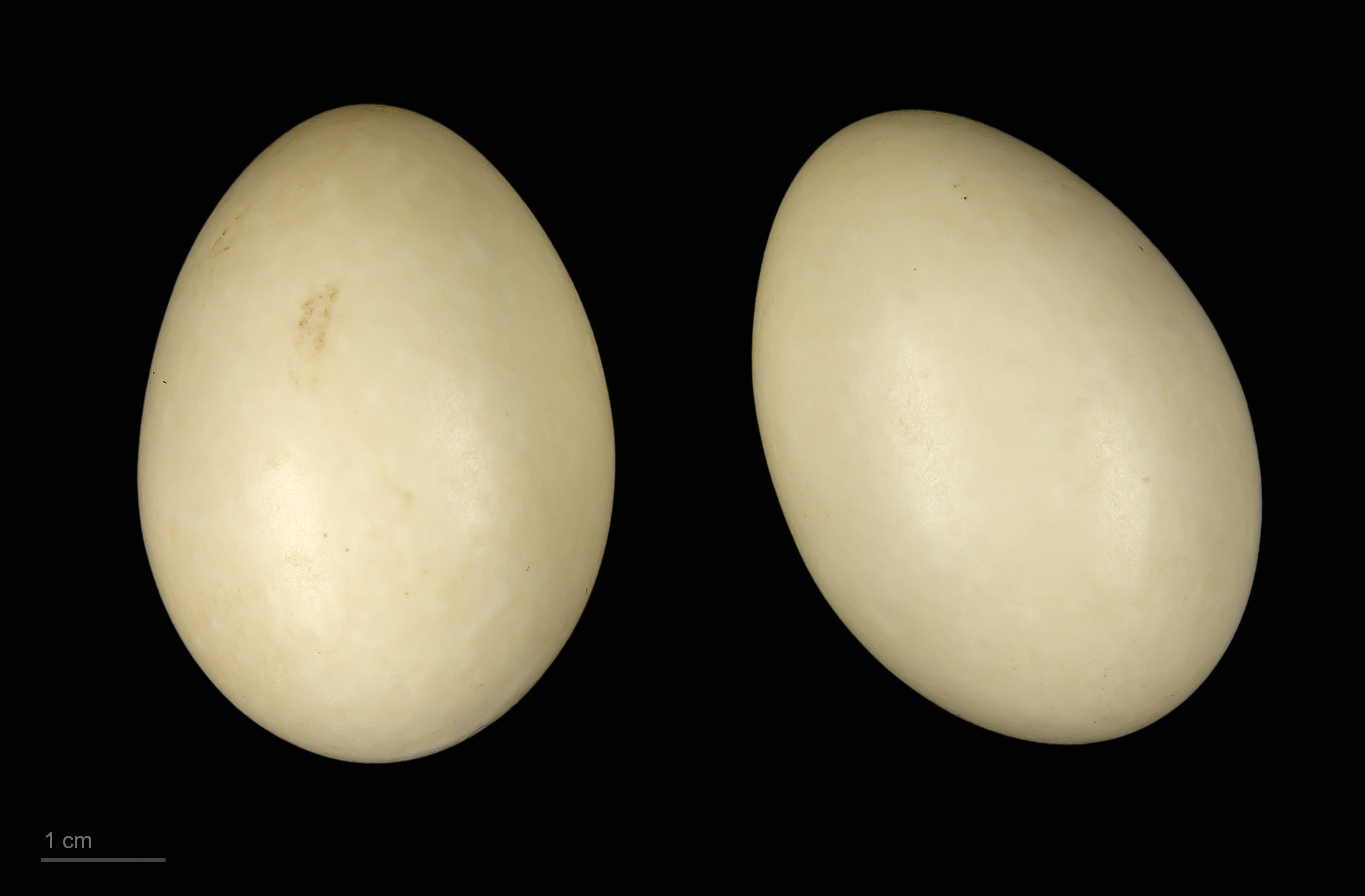
Amazonetta brasiliensis

مرغابی برزیلی (نام علمی: Amazonetta brasiliensis) نام یک گونه از تیره اردکیان است.